# Pàtrocle
|  | No s'ha de confondre amb Pàtrocles o Pàtrocle (almirall). |

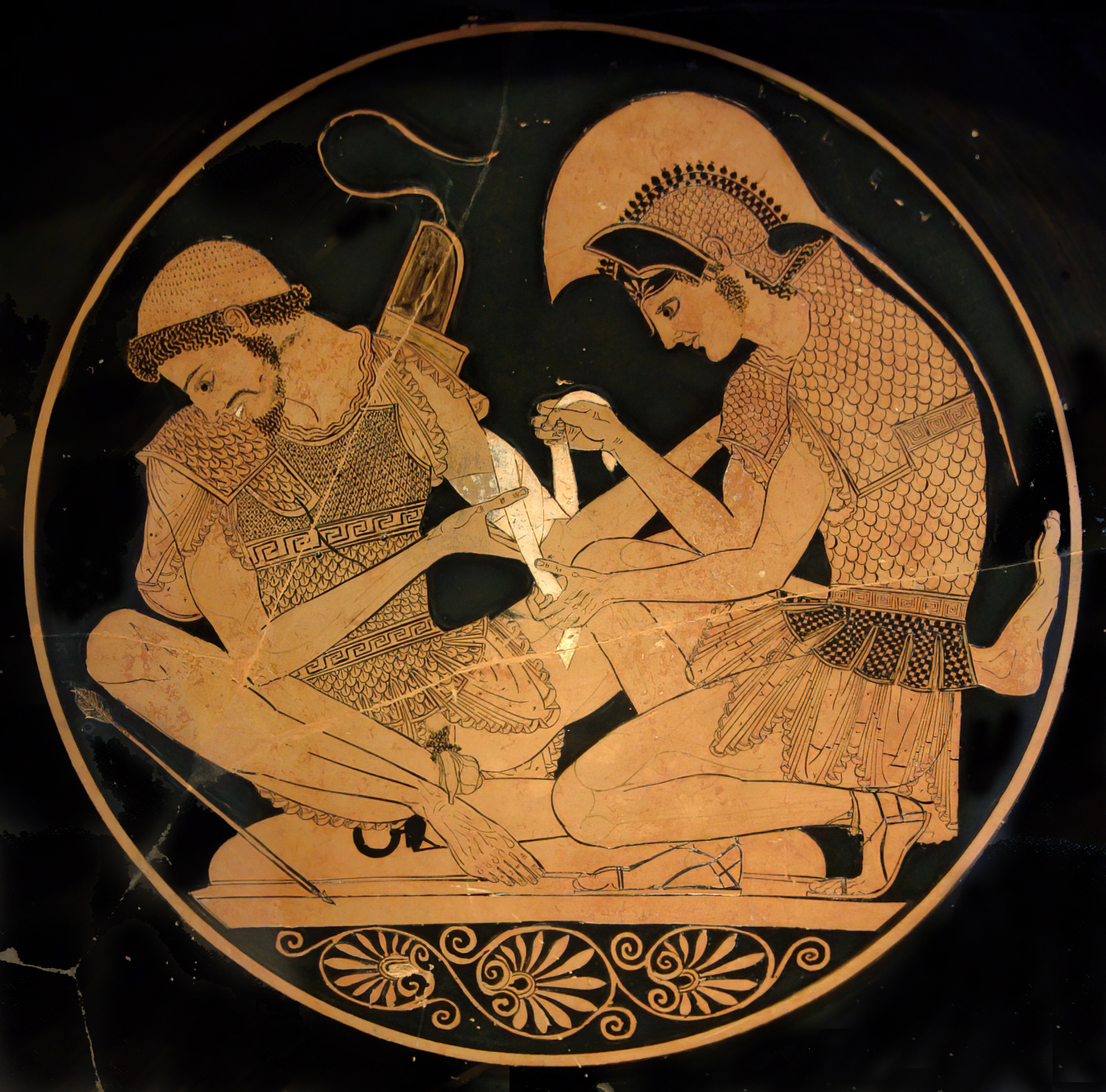
Aquil·les curant Patrocle, ceràmica grega

Segons la mitologia grega, Pàtrocle (en grec antic: Πάτροκλος Pátroklos, 'Glòria del pare') era fill de Meneci i l'amant (o, depenent de les versions, millor amic) de l'heroi Aquil·les. La seva participació en la Guerra de Troia és esmentada en el poema la Ilíada d'Homer.
El seu pare, Meneci, fill d'Àctor i d'Egina, va ser un argonauta durant la seva joventut i es va casar diverses vegades. Això fa que la identitat de la mare de Pàtrocle variï segons les versions:
- Pseudo-Apol·lodor el fa fill de Periopis (filla de Feres) o de Polimela (filla de Peleu) o d'Estènele (filla d'Acastos).
- Gai Juli Higini esmenta una Filomela (probablement filla del rei d'Atenes Pandíon)

Pàtrocle, pel seu pare, era un locri de la ciutat d'Opunt, però aviat va anar a viure a la cort de Peleu. Quan era encara un nen, Pàtrocle va matar el seu amic Clèsonim, fill d'Amfidamant, en una discussió durant un joc de tabes. Ell i el seu pare van haver de marxar a l'exili per evitar un enfrontament entre les dues famílies i es van refugiar al palau del rei Peleu de Ftia. Allà, Pàtrocle es feu amic inseparable del fill del rei, el príncep Aquil·les. En fer-se una mica més grans, foren enviats a Quiró, qui els ensenyà les arts de la guerra i de les lletres.

## Guerra de Troia
Pàtrocle figura, segons una tradició, entre els pretendents de la princesa Helena d'Esparta i quan aquesta va ser entregada al príncep Menelau de Micenes, Pàtrocle i la resta de pretendents juraren defensar la parella. Poc després, Pàtrocle va matar Las (fundador de la ciutat homònima, al Peloponès) en un duel que, en algunes versions, s'atribueix a Aquil·les. Nou anys més tard, Menelau i el seu germà Agamèmnon li van demanar que s'unís a ells per retornar la reina Helena a Esparta, ja que havia estat segrestada per Paris de Troia, i de passada saquejar la ciutat troiana.
Quan els grecs van desembarcar a Mísia, en l'expedició cap a Troia, Pàtrocle lluità al costat d'Aquil·les contra Tèlef. Ajudat per Diomedes va salvar el cadàver de Tersandre. Quan Pàtrocle va ser ferit per una fletxa, Aquil·les el va sanar. Les seves gestes a la guerra de Troia van ser nombroses. A la Ilíada i a les epopeies cícliques s'expliquen. Es diu que va anar a Lemnos a vendre a Licàon, el fill de Príam, que Aquil·les havia fet presoner. Va participar en la presa de Lirnessos i de l'illa d'Esciros. A la Ilíada és anomenat sovint: Dona Briseida als heralds d'Agamèmnon, i quan van els ambaixadors a veure Aquil·les és al costat del seu amic. Més endavant, quan els grecs tenen dificultats en la guerra, ja que Aquil·les s'ha retirat del camp de batalla, aquest l'envia davant de Nèstor per saber notícies. Allà guareix Eurípil, que acabava de ser ferit, i torna a la tenda d'Aquil·les on li explica la crítica situació dels aqueus. Pàtrocle li demana que torni a la lluita, o almenys que li permeti vestir la seva pròpia armadura i llançar-se al combat. Pàtrocle surt a lluitar i comença a fer un gran carnatge entre els troians. Va matar Pirecmes, Aríloc, Prònous, Tèstor, Erilau, Eriment, Amfòter, Epaltes, Tlepòlem, Equi, Piris, Ifeu, Evip, Polimel, Sarpèdon, Trasidem, Estenelau, Adrast, Autònous, Èquecle, Pèrim, Epístor, Melanip, Elas, Muli i Pilartes.
Quan els troians emprenien la fuga, Pàtrocle va ser rebutjat per Apol·lo al voler perseguir-los. Encara va matar Cebríones, l'auriga i germà d'Hèctor, però, amb l'ajuda d'Apol·lo, Hèctor el mata. Al voltant del cadàver de Pàtrocle, al qual Hèctor havia despullat de l'armadura d'Aquil·les, es va desencadenar una lluita entre troians i grecs. En aquesta lluita, molt llarga i acarnissada, es va destacar Menelau. Antíloc, fill de Nèstor, va anar a anunciar a Aquil·les la mort de Pàtrocle. Aleshores, Aquil·les, ple de dolor, es va llençar sense armes al camp de batalla. Va fer un crit, i quan els troians van sentir aquella veu, van abandonar el cadàver de Pàtrocle.

## Funerals de Pàtrocle
Aquil·les, oblidant la rancúnia que sentia cap a Agamèmnon, només pensava a venjar la mort de Pàtrocle. La Ilíada dedica la seva part final a parlar dels funerals de Pàtrocle i a la mort d'Hèctor. L'heroi va desafiar Hèctor a un duel i el va matar. Va lligar el cos de l'assassí del seu amic pels peus al seu carro i l'arrossegà al voltant de Troia.
Després va organitzar uns Jocs Fúnebres en honor de Pàtrocle (descrits a la Ilíada i considerats un dels relats més antics de la humanitat sobre esports) i, davant de la pira funerària, va fer-hi sacrificar cavalls, gossos i dotze donzelles troianes que havia fet presoneres a les ribes del riu Escamandre. En aquests jocs hi van participar tots els cabdills grecs.
Quan va ser mort Aquil·les, les seves cendres es van barrejar amb les de Pàtrocle, i la nimfa Tetis, mare d'Aquil·les, les transportà a l'Illa Blanca, a la desembocadura del Danubi. Pàtrocle va continuar vivint en aquella illa al costat d'Aquil·les, que s'hauria casat amb Ifigenia, i d'Helena, i d'Àiax, el fill de Telamó, i d'Antíloc. En l'Odissea, Aquil·les i Pàtrocle s'apareixen a Odisseu quan aquest viatja a l'Hades.
La relació d'Aquil·les i Pàtrocle ha portat molta polèmica al llarg de la història; amants o amics? Ni els mateixos grecs de l'antiguitat es posaven d'acord, ja que en la Ilíada no queda clar, així personatges tan coneguts com Plató, Èsquil, Xenofont o Sòcrates hi havien dit la seva.
En la pel·lícula de Wolfgang Petersen, Troia (2004), Pàtrocle (interpretat per Garret Hedlund) és el cosí petit d'Aquil·les.